# Silks and Saddles (film 1929)
Silks and Saddles è un film muto del 1929 diretto da Robert F. Hill.

## Trama
Il fantino Johnny Spencer, che lavora per la ricca signora Calhoun, viene licenziato: Sybil, un'avventuriera, ha fatto in modo che Johnny trattenesse, durante una gara, Lady, il cavallo della signora Calhoun. Riesce a farsi riassumere solo quando il nuovo fantino si dimostra incapace di gestire Lady. Dopo aver vinto una gara, Johnny riguadagna la fiducia della sua padrona, conquistando anche l'amore di Lucy, la figlia della signora Calhoun.

## Produzione
Il film fu prodotto dall'Universal Pictures con i titoli di lavorazione Thoroughbreds e The Frog.

## Distribuzione
Distribuito dall'Universal Pictures originariamente con il titolo Thoroughbreds, il film uscì nelle sale cinematografiche USA il 20 gennaio 1929, dopo essere stato presentato in prima a New York il 27 novembre 1928. Nel Regno Unito, l'European Motion Picture Company lo distribuì il 28 gennaio 1929.
Copia della pellicola è stata riversata in DVD.